# August Simonius
August Simonius (* 7. August 1885 in Basel; † 24. Dezember 1957 ebenda) war ein Schweizer Jurist.

## Leben

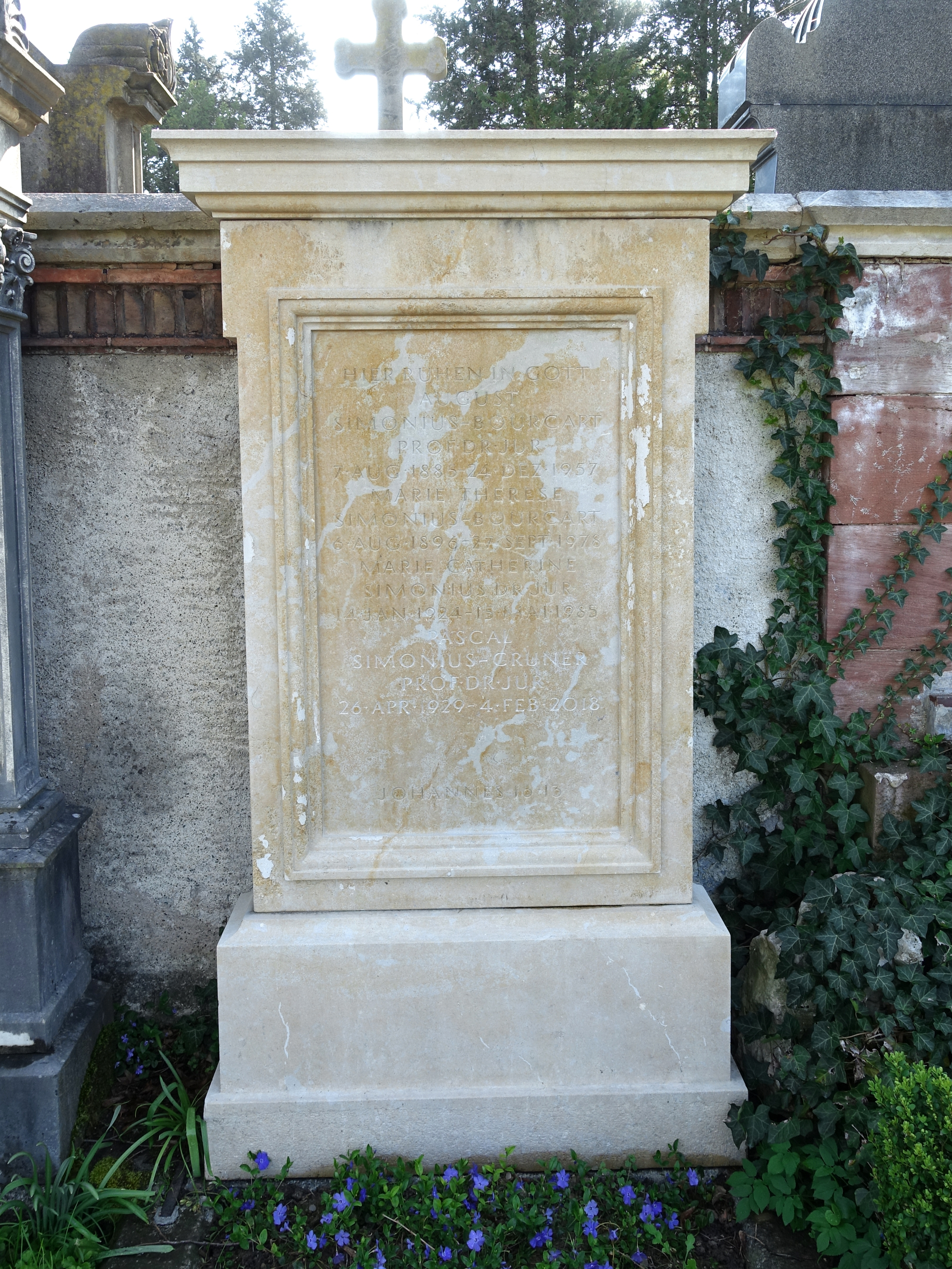
Grab auf dem Friedhof Wolfgottesacker.

Simonius war der Neffe von Theodor Simonius und studierte Rechtswissenschaft an den Universitäten Basel, Paris, Berlin und Leipzig. Nach der Promotion in Basel wurde er 1915 Privatdozent, 1918 ausserordentlicher, 1920 bis 1957 ordentlicher Professor für römisches Recht und Obligationenrecht an der Universität Basel (1922 und 1923 Rektor). Von 1922 bis 1937 war er Richter am Appellationsgericht Basel-Stadt. Seine letzte Ruhestätte fand er auf dem Friedhof Wolfgottesacker in Basel.

## Publikationen (Auswahl)
- „Lex facit regem“ (Bracton). Ein Beitrag zur Lehre von den Rechtsquellen. Basel 1933, OCLC 55542448.